# Яцек Майхровський
Яцек Марія Майхровський (пол. Jacek Maria Majchrowski; нар. 13 січня 1947, Сосновець) — польський юрист, політик і професор Ягеллонського університету.
Належить до Федерації демократичних лівих сил і був президентом міста Кракова з 19 листопада 2002 року. На виборах президента міста в жовтні 2018 року переміг у другому турі, набравши 61,9 % голосів проти кандидата від PiS Малгожати Вассерманн.
Яцек Майхровський у 2002—2024 роках обіймав посаду президента Кракова. Він єдиний, кого містяни обирали п'ять разів поспіль.